# Arabella Dorman
Arabella Dorman (Londres, 1975)  es una artista de guerra y retratista británica. Fue elegida como una de las «100 mujeres» de la BBC en 2014.

## Biografía
Dorman nació en 1975 en Londres. Estudió en la Byam Shaw School of Art de Londres (desde entonces absorbida por la Central Saint Martins) y en la Universidad de Edimburgo. Está casada con Dominic Elliot.
En 2006, Dorman fue la primera artista de guerra oficial británica en ir al frente en Irak, tras ser invitada por el Teniente General Richard Shirreff, que había comprado una de sus obras. Comenzó su estancia en Irak con las Reales Chaquetas Verdes en el Palacio de Basora, donde estuvo frecuentemente bajo fuego enemigo, y luego fue al desierto cerca de la frontera iraní. Pasó un tiempo con las fuerzas británicas en Afganistán entre 2009 y 2014. En 2009 se incorporó al 2º Batallón de Fusileros en Sangin (Helmand), aunque no se le permitió acompañar a los soldados en sus patrullas, y en 2010 viajó por Afganistán desde su base en Kabul.
Su labor humanitaria la ha llevado a Gaza, Palestina e Israel (2017), Líbano, Siria (2018) y, más recientemente, Ucrania (2023). El trabajo de Dorman explora las realidades de los conflictos modernos, sus impactos inmediatos y sus consecuencias a largo plazo, y la luz que puede nacer de la oscuridad de la guerra.
Trabajó con refugiados en Lesbos, Calais y Dunkerque en 2015 y 2016. En diciembre de 2015 creó una instalación artística suspendiendo del tejado de la iglesia de St James, en Piccadilly, un bote que había sido utilizado para transportar refugiados a través del Mediterráneo. La exposición, titulada Flight, estuvo expuesta hasta febrero de 2016 y relacionaba la huida de los refugiados con la antigua tradición de colgar botes de los tejados de las iglesias.
Tras la aclamada obra de Dorman, Flight, Suspended formó parte de su serie de obras en curso que pretenden poner de relieve la crisis humanitaria de los desplazamientos forzosos en todo el mundo hoy en día. Suspended se estrenó en 2017 en St. James's Piccadilly, antes de realizar una gira por el Reino Unido entre 2018 y 2019, y se instaló especialmente en las catedrales de Canterbury y Leicester.
Dorman ha expuesto en lugares como el Museo Imperial de la Guerra, la Frost and Reed Gallery y La Galleria Pall Mall. Trabaja como embajadora de las organizaciones benéficas Beyond Conflict y Afghanaid y es miembro del Gremio del Hospital Oftalmológico San Juan de Jerusalén.
Viajó por el desierto de Aralkum en 2021 y por la península del Sinaí en 2023 con Pom Oliver, Rosie Stancer y Lee Watts.
En 2024, Dorman expuso Child of War en la catedral católica ucraniana de Londres. Este conjunto de obras explora la difícil situación de los niños en la guerra en todo el mundo hoy en día.

## Publicaciones
- Drawing Fire (2014) ISBN 978-0993102301.